# Ille (Jeppe Perssons ätt)
Ille, Jeppe Perssons ätt var en svensk medeltidsätt, som förde samma vapen som den på Sveriges riddarhus introducerade ätten Ille . Förmodligen har båda ätterna tagit sitt vapen efter lagmannen och riksrådet Sune Sunasons vapen. Ätterna härstammar båda från hans dotter Valborg och vardera har försett vapenbilden, en högervänd, beväpnad arm, med tillägget att handen håller en lilja.

Vapen: en högervänd, beväpnad arm med en lilja i handen
Jeppe Persson var son till Peder Olsson till Mälkilä i Bjärnå och Valborg Sunadotter. Jeppe Persson var 1472-1485 lagman i Söderfinne lagsaga. Hans sätesgård var Porkkala i Lampis i Tavastland. Han var gift två gånger, först med en okänd, sedan med Metta Olofsdotter (levde 1485), som var änka efter lagmannen Erik Bitz, och dotter till riddaren och hövitsmannen Olof Tavast (medeltidsätten) och Ingeborg Valdemarsdotter (Hagasläkten).
Hans son Sten Jopsson till Porkkala nämns 1509-1518. Han gifte sig 1509 med Anna Knutsdotter, dotter till riksrådet och lagmannen i Satakunta och Österbottens lagsaga Knut Eriksson och Elin Klasdotter (Kurck, äldre ätten).